# Reino de Gera
El Reino de Gera (1835 - 1887) fue uno de los reinos de la región de Gibe en Etiopía que surgió a finales del siglo XIX. Compartía su frontera norte con el Reino de Gumma, su frontera este con el Reino de Gomma, y estaba separado del Reino de Kaffa al sur por el río Gojeb. Con su capital en Chala (Cira), el territorio del reino de Gera se corresponde aproximadamente con la woreda moderna de Gera.

## Visión general
El Reino de Gera estaba situado en una cuenca rodeada de colinas suavemente onduladas, aunque en las colinas del norte existían extensos pantanos. En 1880 se estimaba que la población de este reino era de entre 15.000 y 16.000 habitantes. La plantación y la cosecha de maíz siguió en Gera un calendario diferente al de los otros reinos de Gibe; donde los otros sembraban en febrero y cosechaban en julio, en Gera se sembraba en abril y se cosechaba en agosto. Mohammed Hassen añade que Gera "era, y sigue siendo, la tierra rica en miel" y señala que la miel de Gera tenía la reputación de ser la mejor miel de Etiopía. Hassen enumera ocho tipos de miel cultivada en Gera, siendo la mejor la miel Ebichaa ("oscura"), de la cual se hizo un aguamiel conocido como dadhi, la bebida de la realeza y los dignatarios de la región de Gibe. "No es sorprendente, por lo tanto", concluye Hassen, "que el sabroso y prestigioso Ebichaa fuera un monopolio real".
Gera es también el lugar donde se encuentra el monte Ijersa, que los oromo consideran sagrado. Creen que Dios se sentará allí en el momento del Juicio Final.
Los gobernantes del reino tenían el título real de Donacho.

## Historia
Según Beckingham y Huntingford, hay pruebas de que la monarquía de Gera existió antes de la migración del Gran Oromo en el siglo XVI. Sin embargo, según Mohammed Hassen, Gera fue el último de los reinos de Gibe en existir, y fue fundado por Gunji, "un exitoso líder de guerra que se hizo a sí mismo rey" alrededor de 1835, pero murió poco después. Esta dinastía llegó a su fin con el asesinato de Tulu Ganje por el rey Oncho de Gumma. Una nueva dinastía fue fundada por Abba Baso, que resultó ser un gobernante impopular. Más tarde fue derrocado por su hermano Abba Rago y exiliado a Jimma.
Según Trimingham, el reino disfrutó de su mayor prosperidad bajo el rey Abba Magal, que se había convertido al Islam, aunque varios de sus súbditos todavía profesaban el cristianismo. No está claro qué rey de Gibe fue el responsable de esta conversión: Trimingham atribuye este logro a Abba Jubir de Gumma; Mohammed Hassen da el crédito inicial a Abba Bagibo de Limmu-Ennarea, quien ofreció apoyar a Abba Magal en su lucha por el trono si permitía la entrada de misioneros musulmanes en su reino, y sólo más tarde Abba Jubir lo convirtió. A la muerte del rey Abba Magal, su esposa Genne Fa actuó como regente de su hijo, ambos se convirtieron en prisioneros en Jimma cuando Gera fue conquistada por Dejazmach Besha Abua en 1887.